# Neosybra cylindracea
Neosybra cylindracea là một loài bọ cánh cứng trong họ Cerambycidae.